# .tel

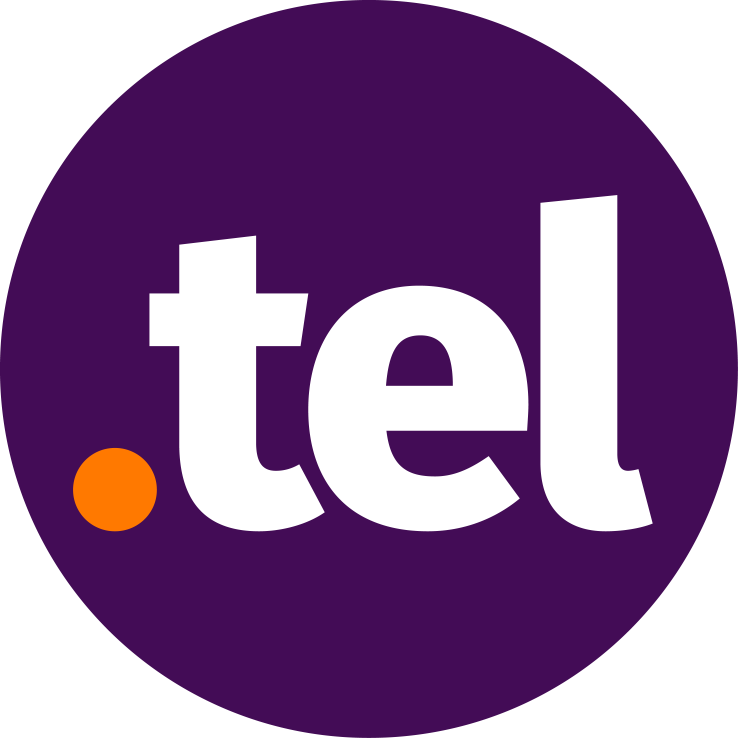

도메인 이름 .tel은 인터넷 DNS(도메인 네임 시스템)의 최상위 도메인(TLD)이다. ICANN의 스폰서 최상위 도메인으로 승인되었으며 텔닉(Telnic)에서 운영하고 있다. 텔닉은 2011년 1월에 2009년 3월 24일 일반 공급이 시작된 이후 300,000개 이상의 도메인이 등록되었다고 발표했다. 대부분 IDN .tel의 도메인이 2014년 초에 크게 감소했다. 현재 .tel에 등록된 웹사이트의 총 수는 9개이다. 2023년 10월은 약 43,227명이다.
이 도메인의 목적은 인터넷 통신 서비스를 위한 단일 이름 공간을 제공하는 것이다. 하위 도메인 등록은 개인과 기업을 위한 단일 연락 창구 역할을 하며, 기존 웹 서비스를 구축, 호스팅 또는 관리할 필요 없이 도메인 이름 시스템에서 직접 모든 유형의 연락처 정보를 호스팅함으로써 글로벌 연락처 디렉토리 서비스를 제공한다. 또한 2010년 7월 기준 모든 .tel 도메인은 오픈아이디(OpenID) 역할을 하며 점점 더 많은 VoIP(음성 인터넷 프로토콜) 클라이언트가 .tel 도메인 이름을 직접 주소 지정할 수 있다. TLD 구현은 hCard 마이크로 형식도 지원한다.